# Pistolet maszynowy F1
F1 – australijski pistolet maszynowy.
Pistolet maszynowy F1 został wprowadzony do uzbrojenia armii australijskiej w 1962 roku i zastąpił pistolet maszynowy Owen. Budowa F1 jest zbliżona do budowy brytyjskiego pistoletu maszynowego Sterling. Największą różnicą jest sposób mocowania magazynka (jest on identyczny w obu typach pm). F1 podobnie jak Owen ma gniazdo magazynka umieszczone na górze komory zamkowej.

## Opis techniczny
F1 jest bronią samoczynno-samopowtarzalną. Zasada działania oparta na odrzucie zamka swobodnego. Mechanizm spustowy umożliwia prowadzenie ognia pojedynczego i seriami. Bezpiecznik nastawny połączony z przełącznikiem rodzaju ognia.
F1 jest bronią zasilaną przy pomocy dwurzędowych magazynków pudełkowych o pojemności 34 naboi. Gniazdo magazynka znajduje na szczycie komory zamkowej.
Lufa o długości 203 mm w perforowanej osłonie (osłona stanowi jedną całość z komorą zamkową). Do osłony można przyłączyć bagnet.
Kolba stała, drewniana. Przyrządy celownicze mechaniczne.